# Парк культури і відпочинку імені Миколи Островського
Парк культури і відпочинку імені Миколи Островського (рос. Парк культуры и отдыха имени Николая Островского) — найбільший парк культури й відпочинку в Ростові-на-Дону.
Заснований в 1894 році, територія — 63,1 га. Названий на честь відомого письменника радянської доби М.О. Островського. У парку розташовані такі культурні й розважальні місця як: плавальний басейн, футбольні поля, клуб альпіністів і юних пожежних, зали штангістів, ручного м'яча і борців, тенісні корти, стадіон Олімп XXI століття, справжня дитяча залізниця.
Являє собою парк міського значення з інтенсивним потоком руху населення Ростова-на-Дону.
Жителям та гостям міста у парку надаються різні послуги. Однією з цікавих і захоплюючих послуг є атракціони парку. В даний час у парку встановлено понад 40 атракціонів.
Любителів активного і неабиякого відпочинку чекає мотузковий парк «Джунглі» - це парк пригод, що складається з 6 маршрутів різної міри складності. У 2014 році в парку імені М. Островського відкрився парк Динозаврів "Веселий Діно".
Сьогодні на території парку діє безкоштовний Wi-Fi.
Велика увага приділяється розвитку спорту: на території парку є атлетичне містечко, майданчик по Workout, велодоріжки, велосервіс та ін.
В парку проходять понад 200 заходів щороку різної спрямованості, а так само діють клубні формування.

## Історія
У 1894 році, на місці нинішнього парку  посаджені так звані Балабановські гаї площею 100 десятин. Якщо порівняти з планами Нахічевані XIX століття місцерозташування гаїв, з планами Ростова-на-Дону XX століття та місцем розташування парку ім. М. Островського, то ці території збігаються. Парк протягом багатьох років змінював свою назву: Пролетарський, імені Шеболдаєва, імені Марії Ульянової, парк культури і відпочинку Ростсільмаш.
У 70-ті роки XX століття парк отримав свою нинішню назву – Парк культури і відпочинку імені Миколи Островського.
Головна особливість цього парку - це його зелені насадження, з рідкісними породами дерев і кущів. Деяким деревам вже понад сто років.